# Gevgelija
Gevgelija (Đevđelija; alb.: Gjevgjelia, mak. Гевгелија) je grad od 15 685 stanovnika na jugu Sjeverne Makedonije, blizu granice s Grčkom. Gevgelija leži na desnoj obali rijeke Vardar.
Sjedište je istoimene Općine Gevgelija, koja ima oko 9684 stanovnika (po popisu iz 2002.).

## Povijest
Kraj oko Gevgelije ljudsko je stanište od antike,  pored Gevgelije nalazi se arheološko nalazište Vardarski Rid iz prapovijesti.
Tijekom XIV. st. Gevgelijski kraj potpao je pod vlast Otomanskog Carstva. 
Od tad potječe ime naselja, ono je po legendi nastalo od događaja s jednim dervišem kojeg su seljani htjeli otjerati, a on ih je zbog toga stao proklinjati. Na to su ga oni stali zvati gel-geri što je na turskom značilo nešto kao, ma dođi (vrati se). Dakle od tog gel-geri nastalo je ime grada Gevgelija. 
Još 1860. godine Gevgelija je imala samo 800 stanovnika, i bila je selo, no već za jedno desetljeće broj stanovnika se gotovo udvostručio. Važan događaj u razvoju i rastu naselja bio je dolazak željezničke pruge baruna Hirscha 1873. Od dolaska pruge Gevgelija postaje važno trgovište svoje okolice, tako da je
1886. godine Gevgelija službeno proglašena gradom i postala upravno središte svoga kraja – Kaze Gevgelija od 68 naselja u Solunskom vilajetu. 
Tada je u gradu živjelo 3000 stanovnika, grade se upravne zgrade, u gradu je vojni garnizon. 1890. godine u Gevgeliji živi 4000 stanovnika, od njih su 3600 Makedonci, a ostali su Turci, Romi i Čerkezi. 
14. srpnja 1895. godine, makedonski revolucionar Goce Delčev osnovao je osobno oblasni komitet VMRO-a u gradu.
Na prijelazu stoljeća Gevgelija postaje poprište borbi nacionalnih buržuazija Grčke, Bugarske i Srbije u borbi za prevlast i uticaj u gradu i okolici. Kako se ta borba prvenstveno vodila preko crkve, između egzarcista (probugarski organiziranog svećenstva uz tada proglašenu autokefalnu bugarsku crkvu) i patrijarhista ( progrčki organiziranog svećenstva, uz carigradskog patrijarha). Crkve su bile organizatori školstva, tako u Gevgeliji 1905. godine postoje dvije bugarske i dvije grčke škole.
Nakon Drugog balkanskog rata 1913. Gevgelija je podpala pod tadašnju Kraljevinu Srbiju. Velik dio grčkih stanovnika iselio se u Grčku u naselja neposredno uz granicu.
Za Prvog svjetskog rata Gevgelijom vladaju Bugari od 1915. – 1918., nakon toga Gevgelija ulazi u sastav novoustanovljene Kraljevine SHS. Otada je dio Jugoslavije, uz prekid za Drugog svjetskog rata kada je ponovno u sastavu Bugarske, sve do Makedonskog osamostaljenja 1991. godine.

## Zemljopisne odlike
Gevgelija leži na desnoj obali rijeke Vardar, u prostranoj istoimenoj kotlini između planina,  Kožuv  (2163 m) i  Pajak. Kod Gevgelije rijeka Konska uvire u Vardar. Granični prijelaz s Grčkom Bogorodica – Evzoni, udaljen je 3 km od grada.
Gevgelija je međustanica na putu Solun – Skoplje, udaljena je 70 km od Soluna, a 165 km od Skoplja.
Gevgelija zbog blizine Egejskog mora ima sredozemnu klimu, te se gaje i tipično mediteranske biljke. 

## Gospodarstvo
Okolica Gevgelije je od davnina bogat poljoprivredni kraj.  Nekad se uzgajao puno dudov svilac i riža. Danas se uzgaja maslina, smokva, limun, limunika i mogranj. 
Gevgelija ima i industriju osobito tekstilnu, najveći poslodavac tekstilna tvornica Noel s 1000 zaposlenih, ima čak dvadesetak manjih tekstinih pogona mješovitog grčko-makedonskog kapitala.
Zbog blizine granice koju godišnje prođe više od 3 milijuna putnika u Gevgeliji se razvio tranzitni turizam. Tako danas u Gevgeliji ima puno kazina, pa grad zovu makedonski Las Vegas, jedan od najvećih je Kazino Flamingo Hotel, gradi se još veći Sheraton Princes.
- Pored Gevgelije na planini Kožuv, izgrađen je najnoviji Ski centar Kožuv. Taj centar izgrađen je na dva prirodna amfiteatra planine Kožuv, Markovo ezero i Porta, te dvije padine imaju ukupno 1200 hektara, Padine Markovo ezero i Porta imaju desetak ski staza koje kreću sa sljedećih vrhova: Tabla (2100 m), Markova koliba (2000), K-92 (2160 m) i Zelen Breg (2000 m). Pored centra izgrađeno je apartmansko naselje
- Na svega 4 km, od centra grada u pravcu sjeverozapada od Gevgelije u podnožju jugoistočnih padina planine Kožuv nalaze se  Negorski banji (Негорски бањи), kompleks bazena s hotelima Bužor, Jasen i Ilinden i dva izvora mineralne vode Vrela Banja i Ladna Banja s temperaturom vode od 40 stupnjeva, odnosno 38 stupnjeva.

## Stanovništvo
Po popisu stanovništa iz 2002. godine Gevgelija je imala 15 685 stanovnika, od toga je bilo:
| Nacionalnost | Ukupno |
| Makedonci    | 15 060 |
| Albanci      | 7      |
| Turci        | 28     |
| Romi         | 12     |
| Vlasi        | 201    |
| Srbi         | 292    |
| Bošnjaci     | 3      |
| ostali       | 82     |

## Zbratimljeni gradovi
- Sežana, Slovenija

## Vanjske poveznice
- Stranice grada
- Skijalište Kozuv  Arhivirana inačica izvorne stranice od 1. rujna 2009. (Wayback Machine)
- gvg.com  Arhivirana inačica izvorne stranice od 7. rujna 2009. (Wayback Machine)
- Vodič kroz noćni život Gevgelije  Arhivirana inačica izvorne stranice od 24. travnja 2009. (Wayback Machine)